# Switzerland (programa)
Switzerland es una utilidad para el monitoreo de red de código abierto desarrollada y publicada por la Electronic Frontier Foundation (EFF). Su función es monitorear el tráfico de red entre dos sistemas que corren la utilidad para ver si el proveedor de servicio del Internet del usuario está violando la neutralidad de red, como Comcast hizo en 2007 con el protocolo BitTorrent.
Switzerland apareció publicada en la sección de Tecnología del número de la revista New Scientist de agosto de 2008.